# Uplewarder Kirche

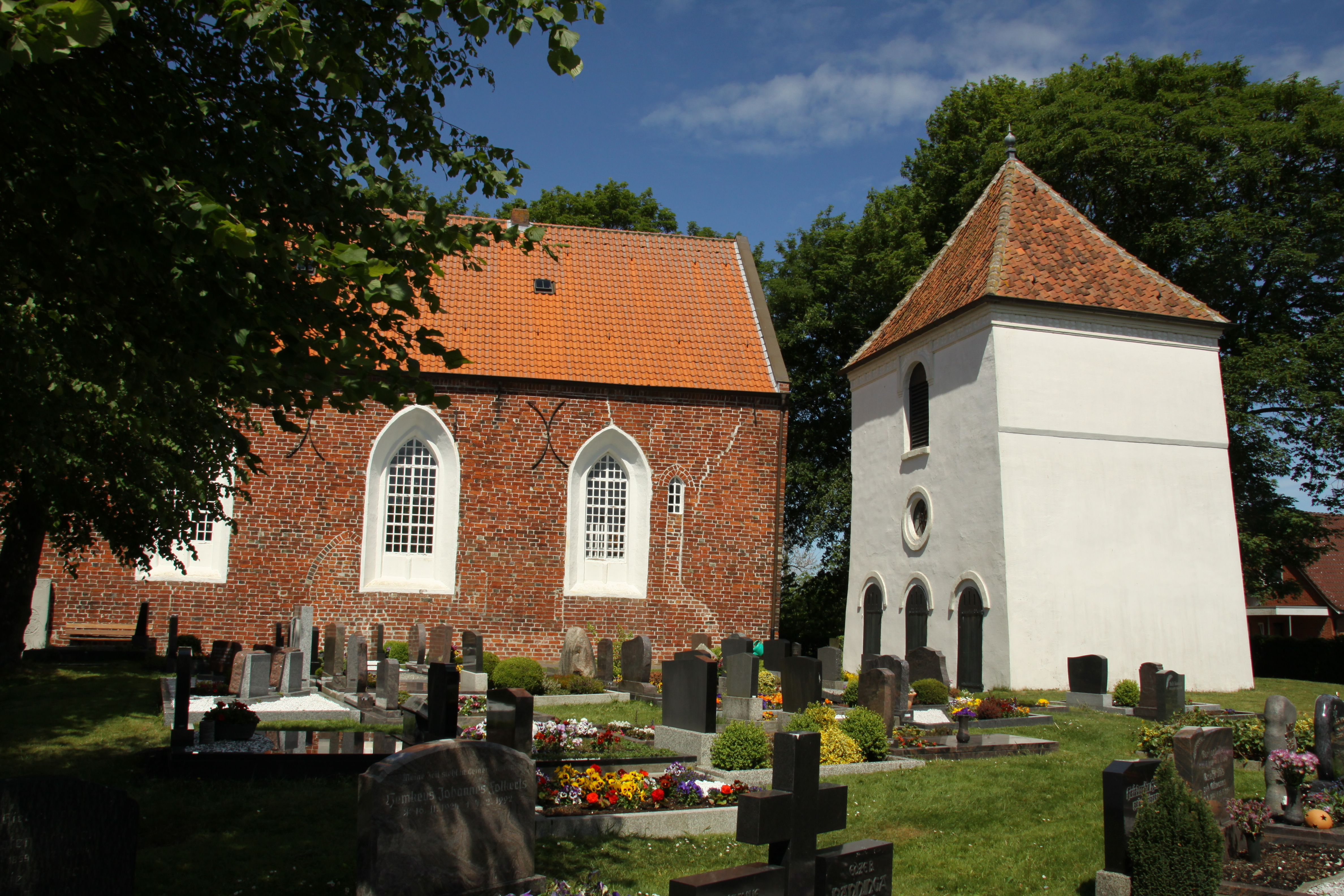
Reformierte Kirche

Die evangelisch-reformierte Uplewarder Kirche wurde um 1300 erbaut. Sie steht im ostfriesischen Ort Upleward, in der Krummhörn, und war bis zur Reformation dem heiligen Donatus geweiht.

## Geschichte

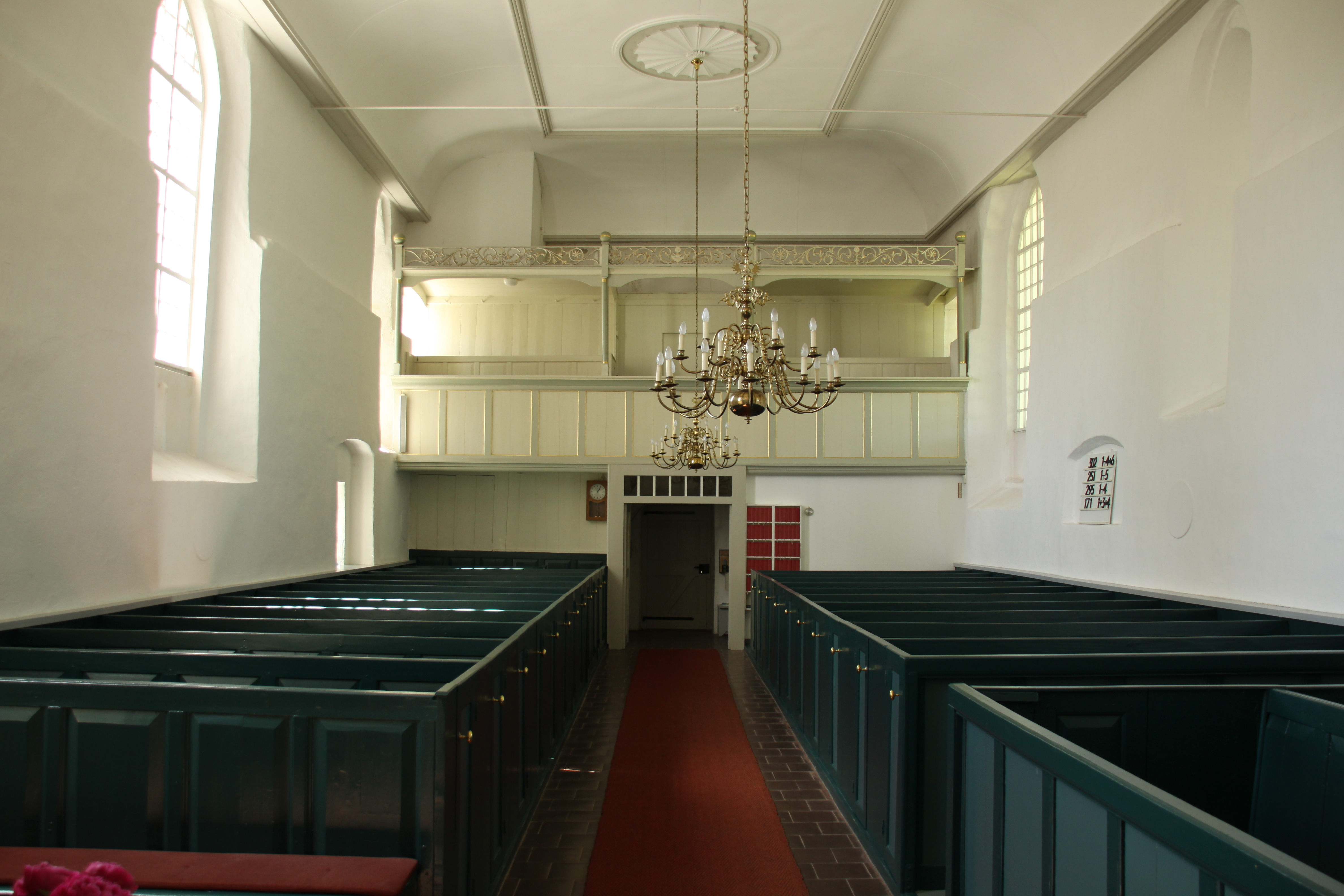
Blick in das Innere

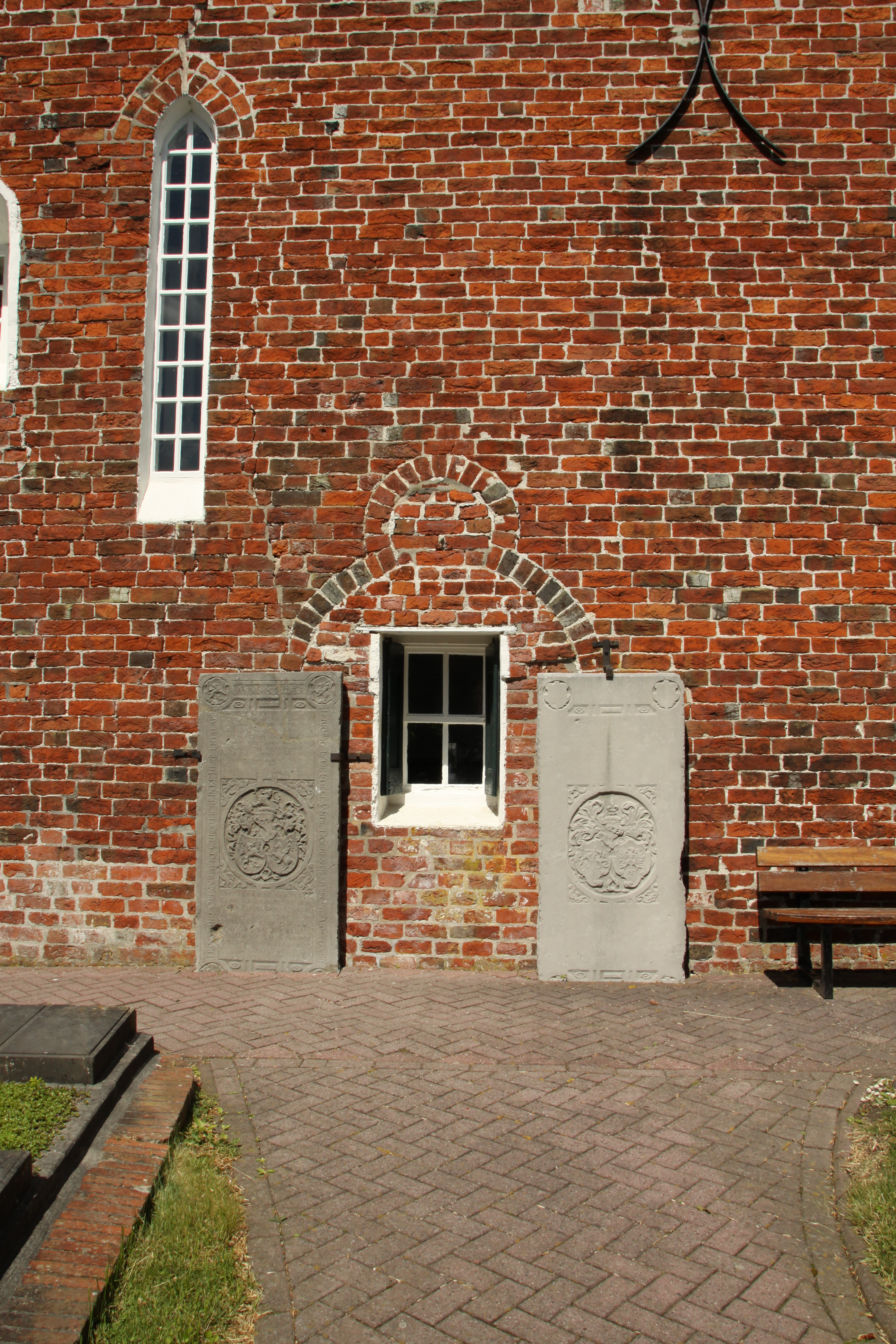
Das vermauerte Kleeblattportal und die Grabsteine des 16. Jahrhunderts.

Ob das heutige Bauwerk einen Vorgänger aus Holz hatte, ist unbekannt. Um 1300 begannen die Einwohner von Upleward, eine Kirche aus Backstein zu errichten. Sie wurde nach Fertigstellung dem heiligen Donatus geweiht. Im Gegensatz zu den Gotteshäusern der Nachbardörfer ist die Uplewarder Kirche viel schlichter gehalten. Das Kirchenschiff ist von der Idee geprägt, möglichst wenig Licht in das Bauwerk zu lassen, und in dieser Hinsicht eng mit der Reformierten Kirche in Campen verwandt. Im Mittelalter herrschte die Vorstellung, durch den spärlichen Lichteinfall die Erhabenheit und die machtvolle Größe Gottes zu erfahren. Lediglich im Osten wurde ein besonderer Raum für den Altar geschaffen, der durch eine Dreifenstergruppe gegliedert ist. Im Laufe der Jahrhunderte wurde die Kirche mehrfach umgebaut und repariert, so dass sie inzwischen ein völlig anderes Aussehen als zu Zeiten ihrer Errichtung hat. Bei Restaurierungsarbeiten in den 1990er Jahren wurden an den Längswänden der Kirche Kreuzmalereien entdeckt, möglicherweise die einstigen Apostelkreuze.

## Baubeschreibung
Die Uplewarder Kirche ist eine Rechteck-Einraumkirche aus Backstein. Sie wurde im Stil der Gotik errichtet. Durch die vielen Umbauten ist heute in jeder Langseite nur noch ein altes Fenster vorhanden. Die übrigen, ursprünglich schmalen Spitzbogenfenster wurden nach der Reformation erweitert, um mehr Licht in das Bauwerk zu lassen. Die nachträglich eingebrochenen und wieder zugemauerten Hagioskope, zwei in der Süd- und eines in der Nordwand, sind nur noch außen erkennbar. Zu Zeiten ihrer Erbauung hatte die Kirche drei Portale. Die beiden Eingänge auf der Südseite wurden von den Männern sowie den Priestern genutzt, während durch das nach Norden ausgerichtete Portal nur die Frauen die Kirche betreten durften. Die alten Portale wurden vermauert, darunter eines mit Kleeblattbogen. Er ist als Element der Hochgotik in der mittelalterlichen Bausymbolik ein Hinweis auf die Dreifaltigkeit. In Ostfriesland kommt ihm eine besondere religiös-politische Bedeutung zu, da er mit einer Darstellung auf dem Siegel des Upstalsboom aus dem Jahr 1324 eines der Symbole der Friesischen Freiheit ist.
Innerhalb der Kirche wurde ein kleiner Gemeinderaum eingerichtet, da kein Gemeindehaus vorhanden ist. Der Dachreiter wurde 2003 erneuert. Er trägt an seiner Spitze einen vergoldeten Wetterhahn, der 1700 geschaffen wurde.
Ursprünglich war das Innere mit vier Jochen überwölbt, die inzwischen durch eine Voutendecke ersetzt wurden. Der freistehende Glockenturm des geschlossenen Typs befindet sich südöstlich des Hauptbaus. Er wird auf das Jahr 1854 datiert und trägt eine Bronzeglocke von 1752.

## Ausstattung
Die Reste eines Sakramentshäuschens aus der Uplewarder Kirche sind heute im Mühlenmuseum in Pewsum zu sehen. Die Kanzel an der Südwand ist ein Werk des 18. Jahrhunderts. Die Orgel stammt aus dem Jahr 1963 und wurde vom Orgelbauer Alfred Führer aus Wilhelmshaven erbaut. 
An der Außenmauer wurden Grabplatten aufgestellt, darunter zwei mit Wappen, die auf das 16. Jahrhundert datiert werden.

## Sonstiges
Während des Achtzigjährigen Krieges ließen sich viele niederländische Flüchtlinge in der Krummhörn nieder. Einige wirkten dort als Pastoren in den reformierten Gemeinden, so auch in Upleward, wo Johann Bogermann wirkte. Sein Sohn Johannes Bogermann wurde 1576 im Pfarrhaus geboren. Er gilt als einflussreicher reformierter Theologe des 17. Jahrhunderts und wurde 1618/19 zum Präses der Dordrechter Synode gewählt.